# Ludwig von Brenner

Ludwig von Brenner

Ludwig Ritter von Brenner (* 19. September 1833 in Leipzig; † 9. Februar 1902 in Berlin) war ein deutscher Dirigent und Komponist.
Brenner studierte am Leipziger Konservatorium und ging später nach Sankt Petersburg. 1872 kehrte er nach Deutschland zurück und leitete das  Berliner Symphonieorchester, bevor er 1876 die Neue Berliner Symphoniekapelle gründete. Die Berliner Philharmoniker beriefen ihn im März 1882 zu ihrem ersten ständigen Dirigenten, was er bis zum Jahr 1887 blieb. Später wirkte er als Orchesterleiter in Breslau.
Brenner ist auch als Kirchenmusikkomponist bekannt. Sein Werk umfasst vier Messen, zwei Te Deum, symphonische Gedichte, Ouvertüren und andere Orchesterwerke.